# Departamento de Tupungato
Departamento de Tupungato är en kommun i Argentina.   Den ligger i provinsen Mendoza, i den centrala delen av landet, 1 000 km väster om huvudstaden Buenos Aires. Antalet invånare är 28 539. Arean är 2 485 kvadratkilometer.
Terrängen i Departamento de Tupungato är bergig åt nordväst, men åt sydost är den kuperad.
Omgivningarna runt Departamento de Tupungato är i huvudsak ett öppet busklandskap. Runt Departamento de Tupungato är det glesbefolkat, med 13 invånare per kvadratkilometer.